# Maude Abbott
Maude Elizabeth Seymour Abbott (Saint-André-d'Argenteuil, Quebec, 18 de març del 1869 - Montreal, 2 de setembre del 1940) fou una metgessa canadenca, una de les primeres dones llicenciades en medicina del Canadà, experta en cardiopatia congènita. Fou una de les primeres dones diplomada en la Universitat McGill.

## Biografia

### Infància i estudis
El 1869, nasqué a Saint-André-d'Argenteuil (Quebec). Ella i la seva germana major, Alice, Passaren la infantesa sense els pares: sa mare morí de tuberculosi quan ella tenia set mesos i son pare les abandonà. Les adoptà la seua àvia materna, esposa de William Abbott, que tenia llavors 62 anys i que canvià el seu cognom (babin) per Abbott. Maude Abbott fou cosina de John Abbott, el tercer primer ministre del Canadà.
Abbott fou educada a casa fins als quinze anys. El 1885, es graduà en una escola privada de Montreal. Entrà en la Facultat d'Arts, de la Universitat McGill, amb una beca, on es graduà com a batxiller universitària en lletres el 1890, essent la primera de la seva promoció. Intentà llavors de matricular-se en la Facultat de Medicina d'aquesta Universitat, que no l'admeté, malgrat haver-ho sol·licitar primer de manera privada i després públicament, en reunions obertes i en la premsa, ja que la direcció d'aquesta Universitat es mostrava inflexible en la seva decisió de no acceptar una dona (no n'hi ingressà cap dona fins al 1918). El catedràtic de cirurgia anuncià que renunciaria si es permetia a les dones entrar a la Facultat de Medicina. Sí que fou admesa, llavors, a la Facultat de Medicina de la Bishop's University i feu les pràctiques a l'Hospital General de Montreal. El 1894, es llicencià en Medicina amb honors, i com a única dona en la seua promoció. Rebé el Premi Canceller, i el Premi d'Anatomia Sènior pel millor examen final.

### Carrera mèdica
El mateix any 1894, començà a treballar a l'Hospital Reial Victoria, i fou elegida de la Societat Medicoquirúrgica de Montreal; essent la primera dona que hi ingressava. Més tard, feu estudis de postgrau en medicina a Viena.
El 1897, obri una clínica independent dedicada a tractar dones i xiquets. Allí, amb la pròpia experiència, feu molta recerca en patologia, especialment en malalties del cor, sobretot en nadons. Fou reconeguda com una autoritat mundial en defectes congènits del cor.
El 1898, fou nomenada curadora ajudant del Museu de Patologia McGill (avui dia Museu de Medicina Maude Abbott), i en fou curadora plena el 1901.
El 1905, la convidaren a escriure el capítol sobre «Malaltia congènita de cor» per al llibre de William Osler Sistema de medicina moderna. Osler declarà que era «la millor cosa que mai havia llegit sobre el tema». L'article la col·locaria com a autoritat mundial en el camp de les malalties congènites de cor.
El 1906, Abbott cofundà, juntament amb Osler, l'Associació Internacional de Museus Mèdics. I en fou la secretària internacional en 1907. Publicà articles institucionals durant trenta-un anys (1907-1938).
El 1910, la Universitat McGill li atorgà un grau honorari mèdic; i la nomenaren professora conferenciant en Patologia; això passava vuit anys abans que la universitat admetés alumnat femení en la Facultat de Medicina. Després de molts conflictes amb Horst Oërtel, abandonà McGill per acceptar una plaça en l'Escola Universitària per a Dones de Pennsilvània el 1923. El 1925, Abbott tornà a McGill com a professora ajudant.
El 1924, fou una de les fundadores de la Federació de Dones Metgesses del Canadà, una organització professional per l'avenç social i personal de dones metgesses.
El 1936, escrigué l'Atles de malaltia cardíaca congènita. El treball il·lustrava un nou sistema de classificació, i descrivia registres de més de mil casos clínics i post mortem. El mateix any es jubilà.
Naude Abbott morí el 2 de setembre del 1940 a Montreal, als setanta-un anys.

## Guardons
- Premi Canceller, 1894.
- Premi d'Anatomia sènior, 1894.
- Medalla d'Or Lord Stanley, 1890.
- Primera de la seva promoció a McGill 1890.

## Llegat
El 1943, Diego Rivera pintà el seu retrat en el mural per a l'Institut Nacional de Cardiologia de Ciutat de Mèxic. Ella és l'única canadenca, i l'única dona, descrita en el mural.
Al 1958, l'Acadèmia Internacional de Patologia institueix la "Conferència Maude Abbott'.
El 1993, fou nomenada "Persona Històrica" per la Comissió de Llocs Històrics i Monuments del Canadà; i es posà una placa a l'exterior de l'Edifici McIntyre de Ciències Mèdiques, Universitat de Mont-real McGill.
El 1994, la inclogueren pòstumament en el Hall of Fame Canadian Medical. El 2000, s'inaugurà una placa de bronze en el seu honor en l'Edifici Mèdic McIntyre. El mateix any, Correu del Canadà emeté un segell de quaranta-sis cèntims, titulat El cor de la matèria en el seu honor.

## Obra
Abbott fou una escriptora prolífica, amb més de 140 articles i llibres. També feu nombroses conferències. La seua obra inclou:
- L'Atles de Malaltia Cardíaca Congènita (originalment publicat a Nova York per l'Associació Americana del Cor, el 1936. Es reimprimí per McGill-Press University al 2006 en commemoració del 100é aniversari de la fundació de l'Acadèmia Internacional de Patologia. ISBN 9780773531284.
- Abbott, Maude (1900).  [Maude Abbott a Google Books Pigmentation-cirrhosis in a case of Haemochromatosis]. v. 51-52.  Londres: Smith, Elder & Co, 1900, p. 66–85.Londres: Smith, Major & Co.
- An Historical Sketch of the Medical Faculty of McGill University, 1902. 1902.
- Abbott, Maude E. (1903).  «On the Classification of Museum Specimens». American Medicine, V, 14, 1903. (14): 541–544.
- Abbott, Maude E. (Marcha 25, 1905).  «The Museum in Medical Teaching». Journal of the American Medical Association, XLIV, 12, 25-03-1905. DOI: 10.1001/jama.1905.92500390019001d. (12): 935–939. doi:10.1001/jama.1905.92500390019001d.
- Abbott, Maude (1908), "Capítol IX: malaltia cardíaca congènita", en Osler, William, Medicina Moderna: La seua Teoria i Pràctica, IV: Malalties del sistema circulatori; malalties de la sang; malalties de la melsa, timus, i limfa-glàndules, Filadèlfia i Nova York: Lea & Febiger
- Abbott, Maude E. (juny de 1918).  «The determination of basal metabolism by the "Respiratory-valve and spirometer method" of indirect calorimetry, with an observation on a case of polycythemia with splenomegaly». Canadian Medical Association Journal, 8, 6, 6-1918. PMC: 1585182. PMID: 20311108.
- Abbott, Maude E. (1916).  [Maude Abbott a Google Books Florence Nightingale as seen in her portraits]. reprint.  Boston: Boston Medical and Surgical Journal, 1916. Boston: Boston Revista Mèdica i Quirúrgica.
- Abbott, Maude, BA, MD (1921).  [Maude Abbott a Google Books McGill's Heroic Past, 1821-1921: An Historic Outline of the University from Its Origin to the Present Time].  McGill University Press, 1921.
- Abbott, M. E.; Meakins, J. C. (1915). Abbott, M. E.; Meakins, J. C. «On the differentiation of two forms of congenital dextrocardia». Bulletin of the International Association of Medical Museums, 5, 1915, pàg. 134–138. : 134–138.
- "Un biòleg canadenc primerenc, Michel Sarrazin (1659–1735) —La seua vida i temps". En: Can Med Assoc J J. 1928 Nov; 19(5): 600@–607, p. 600–607—Una revisió d'Arthur Vallée "Un biologiste canadien, Michel Sarrazin (1659–1739). Sa vie, ses travaux, et son temps"